# A csókfülke 2.
A csókfülke 2. (eredeti cím: The Kissing Booth 2) 2020-ban bemutatott amerikai tini romantikus-filmvígjáték, melyet Vince Marcello rendezett, valamint Marcello és Jay Arnold írt. Ez a folytatása a 2018-as "A csókfülke" című filmnek. A film Beth Reekles: The Kissing Booth 2: Going the Distance című regénye alapján készült. A főszereplők Joey King, Joel Courtney és Jacob Elordi.
A film 2020. július 24-én jelent meg a Netflixen.
A film negatív véleményeket kapott a kritikusoktól, viszont egyesek szerint az első részhez képest javulást mutat.

## Cselekmény
A film úgy folytatódik tovább, hogy Elle elmeséli a Noahval töltött közös idejét, miután a fiú elindulna a Harvard Egyetemre. A lány végzős éve is kezdetét veszi, az osztálytársai álhírt kezdenek terjeszteni, ő és Noah közötti szakításról, ám amikor ellenőrzi instagram fiókját, féltékenység keltődik benne, mivel Noah megismert egy Chloé nevű fiatal szexi lányt. Elle és Lee ismét tervezik a csókfülke jótékonysági szórakozást, míg Lee próbálja meggyőzni Elle-t arról, hogy az újonc, jóképű diák, Marco Peña is részt vegyen a csókot osztogatók köreiben. Elle legyőzi Marcót a táncos játékban, így ráveszi a csókfülkébe való jelentkezésre. Noah azt javasolja Ellének, jelentkezzen a Harvardra, ami ütközik azzal a tervvel, hogy Leevel együtt tanuljon a UC Berkeley-n (ahol anyukáik találkoztak és barátnők lettek). Elle anélkül elfogadja szerelme kérését, hogy azt elmondaná Leenek.
Elle meglátogatja Noah-t Bostonban, találkozik új barátaival és a csinos Chloéval is, akiben kételkedni kezd. Fülbevalót talál Noah ágya alatt, feldühödötten szembeszáll vele, viszont a fiú biztosítja, hogy semmi sem történt ő és Chloé között, ezt követően búsulva hazautazik. Elle beszél édesapjával az iskolai tandíjról, de a pénzszerzés nagy problémát jelent, ezért Leevel részt akar venni egy táncversenyen, ahol az első helyezett 50 ezer dollárt nyerhet. Lee viszont a táncgyakorlás során balesetet szenved (később kiderül, hogy csak megjátssza magát), azt javasolja, Marco legyen az új partnere, amit nem szívesen fogad el, de végül belemegy. Amint Marco és Elle együtt haladnak az idő elteltével, egyre közelebb kerülnek egymáshoz, és valami alakulni kezd köztük.
Elle miatt Lee és Rachel kapcsolata egyre jobban romlik, mivel mindenhová velük megy és nem engedi sokszor, hogy párként kettesben legyenek. Este Rachel hosszas ideig várakozik Leere, hogy megnézzenek egy filmet a moziban, azonban a fiúnak ez kiment a fejéből; Rachel megkéri, hogy beszéljen Ellével a kettejük kapcsolata érdekében, meg is ígéri neki, de sosem tartja be a szavát. Kezdetét veszi a Halloween bál estéje, Lee viszont elfelejtett szólni Rachelnek a megváltoztatott jelmezéről (pillecukor), ezért még jobban feldühödik. Elle tovább gyakorolja táncukat Marcóval, majdnem megcsókolják már egymást, de Elle visszafogja magát, amikor hallja az OMG lányokat pletykálni róluk.
A verseny napján Lee megtalálja autója csomagtartójában Elle Harvardra intézett kérelmeit, amitől feldühödik. Elle és Marco kitűnő teljesítményt nyújtott az előadáson, és a táncuk legvégén megcsókolják egymást, nem tudva, hogy Noah a tömegben figyeli őket, aki aztán csalódottan elhagyja a helyet. Elle észreveszi őt és utána akar menni, amikor kihirdetik, hogy ők lettek a győztesek Marcóval.
A hálaadási vacsora a Flynn családnál történik, Noah megérkezik Chloéval, amitől Elle teljesen kiakad, Lee viszont veszekedni kezd vele, amiért nem mondta el neki a Harvardra való kérelmét, ekkor Rachel is szembeszáll Ellével. A vacsora alatt Rachel megtudja, hogy Lee sosem beszélt Ellével a megígért dologról, ekkor szomorúan elhagyja az asztalt. Lee utána rohan, Rachel viszont szakít vele. Elle megpróbálja meggyőzni Rachelt, hogy béküljön ki Leevel, de nem jár sikerrel. Ezt követően visszaadja Chloénak a fülbevalóját, aki megerősíti, valóban az övé. Bevallja, hogy Noah egy bárban volt, ahonnan ő eljött és az ágyában elaludt, ahol elvesztette.
Elérkezik a karnevál napja, Lee és Rachel kibékülnek egymással, miután bekötötték szemüket és megcsókolták egymást a csókfülkében. Ellének is bekötik a szemét, Marco felkereste őt, aki beszélni akar vele az érzéseikről. Elle beismeri Marcónak, hogy valami valóban van köztük, de elmondja neki, szereti Noah-t, ekkor utána megy a repülőtérre. Odaérve Chloé elmondja neki, hogy "elment téged megkeresni". Elle elmegy abba a parkba, ahol először csókolóztak. Noah elmondja, szégyellte, hogy nem vették fel a Harvardra, ahogy azt eredetileg szerette volna. Ugyanúgy szeretett volna kapcsolatot Chloéval, mint Elle Leevel. Elle és Noah kibékülnek.
6-7 hónappal később Noah visszatér, Elle, Lee és Rachel végzősök lettek. Lee megosztja Ellével, hogy felvették őt a Berkeley-re, megkérdezi, kapott-e választ, amelyre azt válaszolja, hogy mind a Berkeley-re, mind pedig a Harvardra várólistára került. Marco messziről néz Ellére, barátai ezt észreveszik, és azt mondja: "nem érdemli meg őt". Marco úgy dönt, hogy még mindig megéri rá várni. Amikor Elle mindkét borítékot kinyitja a szobájában, kiderül, hogy mindkét egyetemre felvették, ami arra kényszeríti őt, hogy döntést hozzon; elmenjen a Harvardra Noah-val vagy Leevel a Berkeley-re.

## Szereplők
| Szerep                | Színész                   | Magyar hang   |
| --------------------- | ------------------------- | ------------- |
| Rochelle ‘Elle‘ Evans | Joey King                 | Boldog Emese  |
| Lee Flynn             | Joel Courtney             | Miller Dávid  |
| Noah Flynn            | Jacob Elordi              | Fehér Tibor   |
| Chloe Winthrop        | Maisie Richardson-Sellers | Kelemen Kata  |
| Marco V. Peña         | Taylor Zakhar Perez       | Czető Roland  |
| Mrs. Flynn            | Molly Ringwald            | Zakariás Éva  |
| Mr. Evans             | Stephen Jennings          | Holl Nándor   |
| Rachel                | Meganne Young             | Eke Angéla    |
| Olivia                | Bianca Bosch              | Kovács Panka  |
| Brad Evans            | Carson White              | Gáll Dávid    |
| Mia                   | Camilla Wolfson           | Hermann Lilla |
| Iskolaigazgató        | D. David Morin            | Rosta Sándor  |

## Gyártás
2019 februárjában bejelentették, hogy Joey King, Joel Courtney és Jacob Elordi visszatérnek szerepükhöz. Vince Marcello rendezte a filmet, valamint Jay Arnold mellett írta a forgatókönyvet a Netflix terjesztése alatt. 2019 májusában Maisie Richardson-Sellers és Taylor Perez csatlakoztak a film szereplőihez, Meganne Young, Carson White és Molly Ringwald pedig visszatérő szereplőkként jelennek meg.
A film forgatása 2019 augusztusában ért véget, amikor King utolsó jelenetének felvétele Dél-Afrikában történt.

## Megjelenés
A film 2020. július 23-án jelent meg a Netflixen. Ez volt a legjobban közvetített film a nyitó hétvégén, míg az első film a harmadik helyen állt.

## Folytatás
A második film megjelenésekor kiderült, hogy elfogják készíteni a harmadik filmet is, melyet 2021. augusztus 11-én terveznek bemutatni.